# Тайни Темпа
Тайни Темпа (англ.  Tinie Tempah), настоящее имя Патрик Чуквумека Окогву (англ. Patrick Chukwuemeka Okogwu, род. 7 ноября 1988) — британский хип-хоп исполнитель. Его первый микстейп, Chapter 1 Verse 1-22, вышел в 2005 году; его первый альбом, Disc-Overy, дебютировал на 1 месте чарта 2010 года в Великобритании. После него последовали ещё 2 хитовых сингла, которые так же заняли первую позицию. В феврале 2011 он выиграл 2 награды Brit Awards в категориях «Лучший британский новый исполнитель» и «Лучший британский сингл».
В ноябре 2013 года он выпустил второй альбом под названием Demonstration, чьему выходу предшествовал выпуск синглов «Trampoline» и «Children of the Sun», которые заняли третье и шестое места в чарте Великобритании.

## Биография
Родом из Пламстеда, Южный Лондон. Первый сингл «Wifey» вышел в 2006 году при поддержке продюсера Flukes из коллектива «Crazy Cousins» и стал андеграудным хитом, продержавшись в чарте «Channel U Urban» 10 недель в 2006 году.
В феврале 2010 года Тайни принял участие в гастролях с исполнителем Chipmunk. А вскоре вышел первый альбом Тайни Disc-Overy 4 октября 2010 года и стартовал первым в британском альбомном чарте, чему предшествовал успех синглов «Pass Out», «Written in the Stars», «Frisky» и «Miami 2 Ibiza».
В собственном блоге Тайни заявил, что подписал контракт с лейблом Parlophone. Об этом он сообщил во время подведения итогов одного конкурса, победитель которого приглашался на шоу «High Tea» в Кларидже, чтобы отпраздновать заключение сделки.. По итогам 2011 года Тайни Темпа стал основным номинантом на премию BRIT Awards, будучи представлен в четырёх номинациях: «Лучший исполнитель», «Прорыв», «Лучший британский сингл» и «Лучший британский альбом года». В итоге он стал победителем в 2-х номинациях: «Прорыв» и «Лучший британский сингл» (за песню «Pass Out»).
В 2013 году Тайни собирается выпустить второй альбом «Demonstration». Исполнитель заявил, что пластинка звучит «очень грубо» и напоминает записи независимых музыкантов. Также он отметил, что в работе над диском принял активное участие ещё один хип-хоп исполнитель из Великобритании — Диззи Раскал.

## Награды и номинации
| Год  | Премия      | Категория                | Номинация  | Итог      |
| ---- | ----------- | ------------------------ | ---------- | --------- |
| 2010 | MOBO Awards | Лучший дебют             |            | Победа    |
| 2010 | MOBO Awards | Лучшее видео             | «Frisky»   | Победа    |
| 2010 | MOBO Awards | Лучший британский артист |            | Номинация |
| 2010 | MOBO Awards | Лучшая песня             | «Pass Out» | Номинация |

## Дискография
| Название      | Дата выхода    | UK Charts Company | US Billboard 200 | Сертификация      |
| ------------- | -------------- | ----------------- | ---------------- | ----------------- |
| Disc-Overy    | 1 октября 2010 | 1                 | 21               | UK: 2x платиновый |
| Demonstration | 4 ноября 2013  | —                 | —                | —                 |
| Youth         | 14 апреля 2017 | —                 | —                | —                 |